# Ornithoica zamicra
Ornithoica zamicra är en tvåvingeart som beskrevs av Maa 1966. Ornithoica zamicra ingår i släktet Ornithoica och familjen lusflugor. Inga underarter finns listade i Catalogue of Life.